# Touch It
"Touch It" é um rap/hip hop joint de Busta Rhymes, que contém uma mostra de "Technologic" da banda eletrônica Daft Punk. Lançado como um single oficial em 13 de Maio de 2006, foi o primeiro single do álbum The Big Bang. A canção que foi bem sucedida na Nova Zelândia, chegando ao número um na RIANZ Singles Chart.

## Lançamento doSingle
A data de lançamento do single no Reino Unido foi em 15 de Maio de 2006. No entanto, devido às regras das paradas britânicas permitindo músicas para download de vendas por si só, uma semana antes do lançamento do single, "Touch It" conseguiu fazer o top 40, entrando na #23. Após a libertação simples, a canção chegou ao #6, a posição do seu pico. A canção tinha um quadro forte executado inicialmente, gastando sete semanas dentro do top 30, entretanto, porque as cópias do single foram excluídas, o single foi retirado do quadro devido às regras novo gráfico afirmando que só poderia permanecer no gráfico de duas semanas após a sua eliminação. É por isso que o recorde aparentemente caiu do UK Top 75. A canção também foi popular nas paradas dos EUA, chegando a #16 na Billboard Hot 100 e no topo da tabela na Nova Zelândia.
| País                                 | Posição |
| ------------------------------------ | ------- |
| U.S. Billboard Hot 100               | 16      |
| U.S. Billboard Hot R&B/Hip-Hop Songs | 3       |
| U.S. Billboard Hot Rap Tracks        | 2       |
| U.S. Billboard Pop 100               | 31      |
| UK Singles Chart                     | 6       |
| Australian Singles Chart             | 14      |
| Dutch Singles Chart                  | 34      |
| Swiss Singles Chart                  | 26      |
| New Zealand Singles Chart            | 1       |

## Remix
Após o lançamento de "Touch It", uma série de remixes foram fixados em jogo. O remix principal apresenta Mary J. Blige, Rah Digga, Missy Elliott, Lloyd Banks, Papoose e DMX. O resultado foram cinco versões da música popular e um vídeo, cada um com diferentes artistas bem conhecidos do hip-hop. O comprimento total final do remix tinha um vídeo.

## História

### Vídeo Remix
Na abertura do vídeo, o chefe da claque e o resto das meninas estão na Borgonha e com equipamentos de prata. Busta Rhymes, então chega e decide quem governa a cidade. Após a entrada de cada intérprete, eles mencionam algo positivo acontecendo. Depois de Busta e Spliff terminarem sua batalha (freestyle), o líder da claque canta e passa para o beat de "Touch It". Uma máquina electrónica faz um zapping de som e um raio de luz verde aparece no fundo.
Em cada cena, todos os rappers usam cores que combinam com o fundo. Normalmente, após um rapper terminar seu verso e os outros parecem começar strutting e dançam no ritmo. A tela mostra dois ou mais lados da outras origens e seus rappers. Depois de Busta Rhymes e outros rappers aparecem na seguinte ordem: Mary J. Blige em branco. Rah Digga na cor rosa, Missy Elliott, em roxo, Lloyd Banks em azul, Papoose em verde e DMX em preto (ele tem o seu capuz para cima). Busta Rhymes e seu amigo, Spliff Star, aparecem em vermelho no início e de amarelo no final. Cada cantor aparece com roupas diferentes, como branca a t-shirt de Busta, as jaquetas de Papoose, DMX, Lloyd Banks, e as senhoras com casacos de peles. Durante a parte de Mary J. Blige, seu alter ego, Brooke Lynn, aparece vestido com um traje branco correspondente. Outras aparições no vídeo da música são de Sean Paul, DJ Kayslay, Deelishis, Swizz Beatz, Winky Wright, Félix Trinidad e Spliff Star.
Nos 2006 BET Awards, Busta realizou o Video Remix ao vivo no palco, juntamente com Elliott, Banks, Blige, Papoose e Rah Digga. DMX estava ausente para o desempenho, mas sua parte foi jogada nas telas no palco. O desempenho também contou com uma surpresa verso final por Eminem, que começou com algumas das suas linhas de Busta A Tribe Called Quest.

### Remixes Oficiais e Versões
1. "Touch It", de Busta Rhymes

1. "Touch It" (Remix Parte 1) por Busta Rhymes com DMX

1. "Touch It" (Remix Parte 2) por Busta Rhymes com Mary J. Blige, Missy Elliott e Rah Digga

1. "Touch It" (Remix Parte 3) por Busta Rhymes com Lloyd Banks e Papoose

1. "Touch It" (Remix Oficial) por Busta Rhymes com Mary J. Blige, Rah Digga, Missy Elliott, Lloyd Banks, Papoose e DMX

1. "Touch It" (Remix) por Busta Rhymes com Nas e Jay-Z

1. "Touch It" (Megamix) por Busta Rhymes com Lloyd Banks, DMX, Mary J. Blige, Ne-Yo, Papoose, Rah Digga e Missy Elliott

1. "Touch It" (Remix dos BET Awards) por Busta Rhymes com Will.I.Am, Mary J. Blige, Rah Digga, Missy Elliott, Lloyd Banks, Papoose, DMX e Eminem

### Controvérsia
O guarda-costas de Busta Rhymes, Israel Ramirez, foi baleado e morto fora do conjunto do vídeo musical durante as filmagens no Brooklyn em 5 de Fevereiro de 2006. A polícia ainda não encontrou um suspeito. Em versões posteriores do vídeo, a cena da claque é precedida por uma apresentação de slides de Israel "Izzy" Ramirez com uma mensagem de Busta Rhymes ao falecido, dizendo a ele o quanto ele significava para ele e como ele não seria esquecido.

## Nomeações e sucesso
Juntamente com o vídeo para a versão original da canção, um novo vídeo foi criado, com versões abreviadas dos versos todos os seis artistas convidados. O vídeo inclui ainda participações especiais de Brooke Valentine, DJ Kay Slay, Sean Paul, Swizz Beatz, Spliff Star, e os campeões de boxe Félix Trinidad e Winky Wright, com quem lutou em Maio de 2005.
Ela foi nomeada para Melhor Vídeo Masculino e Melhor Vídeo Rap no 2006 MTV Video Music Awards. Busta Rhymes se colocou em seu nº 1 na contagem regressiva da BET Top 25. Ele estreou na 106 & Park na primavera e recebeu airplay principal. Ele também rodou a carreira de Papoose. O remix foi também nomeado para Melhor Performance Rap Solo no Grammy Awards 2007. A canção também foi popular nas paradas, atingindo o #16 no Billboard Hot 100 e no topo da tabela na Nova Zelândia.